# Agriotoma bakeri
Agriotoma bakeri är en stekelart som beskrevs av Burks 1971. Agriotoma bakeri ingår i släktet Agriotoma och familjen kragglanssteklar. Inga underarter finns listade i Catalogue of Life.